# Каз (приток Кондомы)

Каз — река в России, протекает по территории Каларского сельского поселения в Таштагольском районе Кемеровской области.

## География
Устье реки находится в 196 км по правому берегу реки Кондома. Длина реки составляет 37 км. Река протекает через леса. Населённых пунктов вдоль реки нет. В верхнем течении через реку переброшен железобетонный мост автодороги, идущей от посёлка Кондома до остановочного пункта 527 км железнодорожной линии Тогучин-Белово-Артышта-Прокопьевск-Новокузнецк-Таштагол.

## Данные водного реестра
По данным государственного водного реестра России относится к Верхнеобскому бассейновому округу, водохозяйственный участок реки — Кондома, речной подбассейн реки — Томь. Речной бассейн реки — (Верхняя) Обь до впадения Иртыша.